# Liste der Kulturdenkmale in Blekendorf
In der Liste der Kulturdenkmale in Blekendorf sind alle Kulturdenkmale der schleswig-holsteinischen Gemeinde Blekendorf (Kreis Plön) aufgelistet (Stand: 10. März 2025).

## Legende
In den Spalten befinden sich folgende Informationen:
- Objekt-ID: die Nummer des Kulturdenkmales
- Lage: die Adresse des Kulturdenkmales und die geographischen Koordinaten. Kartenansicht, um Koordinaten zu setzen. In der Kartenansicht sind Kulturdenkmale ohne Koordinaten mit einem roten Marker dargestellt und können in der Karte gesetzt werden. Kulturdenkmale ohne Bild sind mit einem blauen Marker gekennzeichnet, Kulturdenkmale mit Bild mit einem grünen Marker.
- Offizielle Bezeichnung: Bezeichnung des Kulturdenkmales
- Beschreibung: die Beschreibung des Kulturdenkmales
- Bild: ein Bild des Kulturdenkmales

## Sachgesamtheiten
| Objekt-ID | Lage                          | Offizielle Bezeichnung | Beschreibung | Bild                             |
| --------- | ----------------------------- | ---------------------- | --- | -------------------------------- |
| 40795     | (54° 16′ 34″ N, 10° 39′ 0″ O) | Kirche St. Claren      | Aktualisierung vorgesehen - Begründung: geschichtlich, künstlerisch, städtebaulich, Kulturlandschaft prägend - Schutzumfang: Kirche St. Claren mit Ausstattung, Kirchhof, Grabmale bis 1870, Feldsteinböschungsmauer, Lindenkranz | weitere Fotos \| Fotos hochladen |

## Bauliche Anlagen
| Objekt-ID | Lage                                                       | Offizielle Bezeichnung            | Beschreibung | Bild |
| --------- | ---------------------------------------------------------- | --------------------------------- | --- | ---- |
| 41517     | Bungsbergstraße 13 (54° 15′ 48″ N, 10° 42′ 28″ O)          | Nessendorfer Krug                 | Nessendorfer Krug; 2. Hälfte 19. Jh.; eingeschossiger, traufständiger Backsteinbau auf Feldsteinsockel mit Satteldach und übergiebeltem Mittelrisalit, auffällige Fassadengliederung - Begründung: geschichtlich, städtebaulich, Kulturlandschaft prägend - Schutzumfang: gesamtes Objekt - Denkmaltyp: Bauliche Anlage                         | BW   |
| 3962      | Lange Straße (54° 16′ 34″ N, 10° 39′ 0″ O)                 | Kirche St. Claren mit Ausstattung | Alteintragung (Aktualisierung vorgesehen) - Begründung: geschichtlich, künstlerisch, städtebaulich - Schutzumfang: gesamtes Objekt - Denkmaltyp: Bauliche Anlage, Sachgesamtheit: Kirche St. Claren | BW   |
| 4894      | Lindenstraße 20 (54° 16′ 41″ N, 10° 37′ 8″ O)              | Alte Schule                       | Alte Schule; 1823; eingeschossiger traufständiger Backsteinbau mit reetgedecktem Schopfwalmdach, mit zwei Nebengebäuden - Begründung: geschichtlich, Kulturlandschaft prägend - Schutzumfang: Alte Schule, südliches, westliches Nebengebäude - Denkmaltyp: Bauliche Anlage                                                                     | BW   |
| 31677     | Lütjenburger Straße (B 202) (54° 16′ 53″ N, 10° 40′ 32″ O) | Wartehäuschen Bushaltestelle      | Wartehäuschen; 1950er Jahre; verglaster, ovaler Backsteinpavillon einer Bushaltestelle mit allseitig vorkragendem Flachdach - Begründung: geschichtlich, städtebaulich, technisch - Schutzumfang: gesamtes Objekt - Denkmaltyp: Bauliche Anlage                                                                                                 | BW   |
| 4890      | Strandstraße 19 (54° 17′ 57″ N, 10° 41′ 12″ O)             | Alte Schule                       | Alte Schule; Mitte 19. Jh., 1960er Jahre; langgestreckter eingeschossiger Backsteinbau mit reetgedecktem Schopfwalmdach, rückwärtig stilistisch angepasster Anbau der 1960er Jahre, mit Einfriedung - Begründung: geschichtlich, städtebaulich, Kulturlandschaft prägend - Schutzumfang: Alte Schule, Einfriedung - Denkmaltyp: Bauliche Anlage | BW   |
| 41545     | Wiesengrund 10 (54° 15′ 40″ N, 10° 42′ 22″ O)              | Wohn- und Wirtschaftsgebäude      | Wohn- und Wirtschaftsgebäude; 1896; eingeschossiger giebelständiger Backsteinbau auf winkelförmigem Grundriss unter hartgedecktem Halbwalmdach, mit Fachwerkremise - Begründung: geschichtlich, Kulturlandschaft prägend - Schutzumfang: Wohn- und Wirtschaftsgebäude, Fachwerkremise - Denkmaltyp: Bauliche Anlage                             | BW   |

## Gründenkmale
| Objekt-ID      | Lage                                        | Offizielle Bezeichnung | Beschreibung | Bild |
| -------------- | ------------------------------------------- | ---------------------- | --- | ---- |
| 22906 Wikidata | Lange Straße (54° 16′ 35″ N, 10° 38′ 59″ O) | Kirchhof               | Alteintragung (Aktualisierung vorgesehen) - Begründung: geschichtlich, Kulturlandschaft prägend - Schutzumfang: Kirchhof, Grabmale bis 1870, Feldsteinböschungsmauer, Lindenkranz - Denkmaltyp: Gründenkmal, Sachgesamtheit: Kirche St. Claren | BW   |

## Quelle
- Liste der Kulturdenkmale in Schleswig-Holstein – Kreis Plön (PDF)

- Karte mit allen Koordinaten:
- OSM |
- WikiMap